# Per M. Backe
Per Møystad Backe, född 2 december 1914 i Hammerfest, Finnmark fylke, Norge, död 19 augusti 1991 i Oslo, Norge, var en norsk industriledare och advokat.

## SAS
Som advokat tillhörde Det Norske Luftfartssellskap, DNL, Backes klienter och i Sverige deltog han i förhandlingarna mellan norska DNL, svenska SILA och danska DDL. Backe representerade DNL vid mötet i Oslo 31 juli–1 augusti 1946 när SAS bildades.
1949 utsågs Backe till chef för OSAS (Overseas SAS) med säte i Stockholm . Då OSAS och ESAS (European SAS) sammanslogs den 1 maj 1951 blev Backe och den danske ESAS-chefen Viggo Rasmussen vice verkställande direktörer i en triumvirat med svenske svenske Per Norlin som verkställande direktör.
Backe lämnade SAS våren 1955 och återvände till Oslo. 1962–1983 var han styrelseledamot i SAS representerande de norska privata ägarintressena samtidigt som han var styrelseledamot i DNL.
Den 1 januari 1955 utsågs Backe till verkställande direktör för Dalen Portland-Cementfabrik A/S, DPC, i Brevik. Bolaget fusionerades den 14 november 1968 med A/S Norcem, där Backe med bas i Oslo blev arbetande styrelseordförande. Han lämnade styrelsen 1983.

## Familj
Per M. Backes föräldrar var polismästaren och senare riksadvokaten Otto Backe (1874–1928) och Eli Møystad (1874–1956). Han gifte sig 1939 med Jacqueline Ulrika Helliesen (född 1917), dotter till direktör Henrik Laurentius Helliesen (1888–1971) och Marguerite Bertha Haggenmacher (1890–1965).

## Filmmedverkan
Som styrelsemedlem i SAS var han med på bolagets premiärflygning till Västindien. Även filmteamet bakom Pippi Långstrump på de sju haven följde med och tillsammans med bland andra Thor Heyerdahl agerade Backe i en statistroll som pirat.  